# 高观音政
高观音政（?—?），又作高观音自，是12世纪大理国点蒼山蓮花峰芒湧溪人氏，高升泰的弟弟高升祥的玄孙。
大理宣宗段智兴利贞三年（1174年），他父亲高观音隆推翻执政的相国高寿昌，拥立族侄高贞明为相国、中国公。十一月，阿机起兵，夺高贞明之位还给高寿昌，高贞明逃到鹤庆，自称明国公。两年后（1176年），高观音隆的儿子、高观音政的哥哥高观音妙从白崖起兵，自立为相国，夺高寿昌位。不久，高观音妙去世，相国一职由弟弟高观音政继任。高观音政确立了观音派对大理国中央政权的控制。李兆洛《纪元编》记载高观音政有年号至德。